# Anthony Roberts (attore)
Anthony Roberts (...) è un attore, regista, sceneggiatore produttore, montatore   e direttore della fotografia inglese.

## Filmografia

### Attore
- Mistaken (2013)
- When the Devil Calls (2013) Cortometraggio

### Regista
- Mistaken (2013)
- When the Devil Calls (2013) Cortometraggio

### Sceneggiatore
- Mistaken (2013)

### Produttore
- Mistaken (2013)
- When the Devil Calls (2013) Cortometraggio

### Montatore
- Mistaken (2013)
- When the Devil Calls (2013) Cortometraggio

### Direttore della fotografia
- Mistaken (2013)